# Musmehl

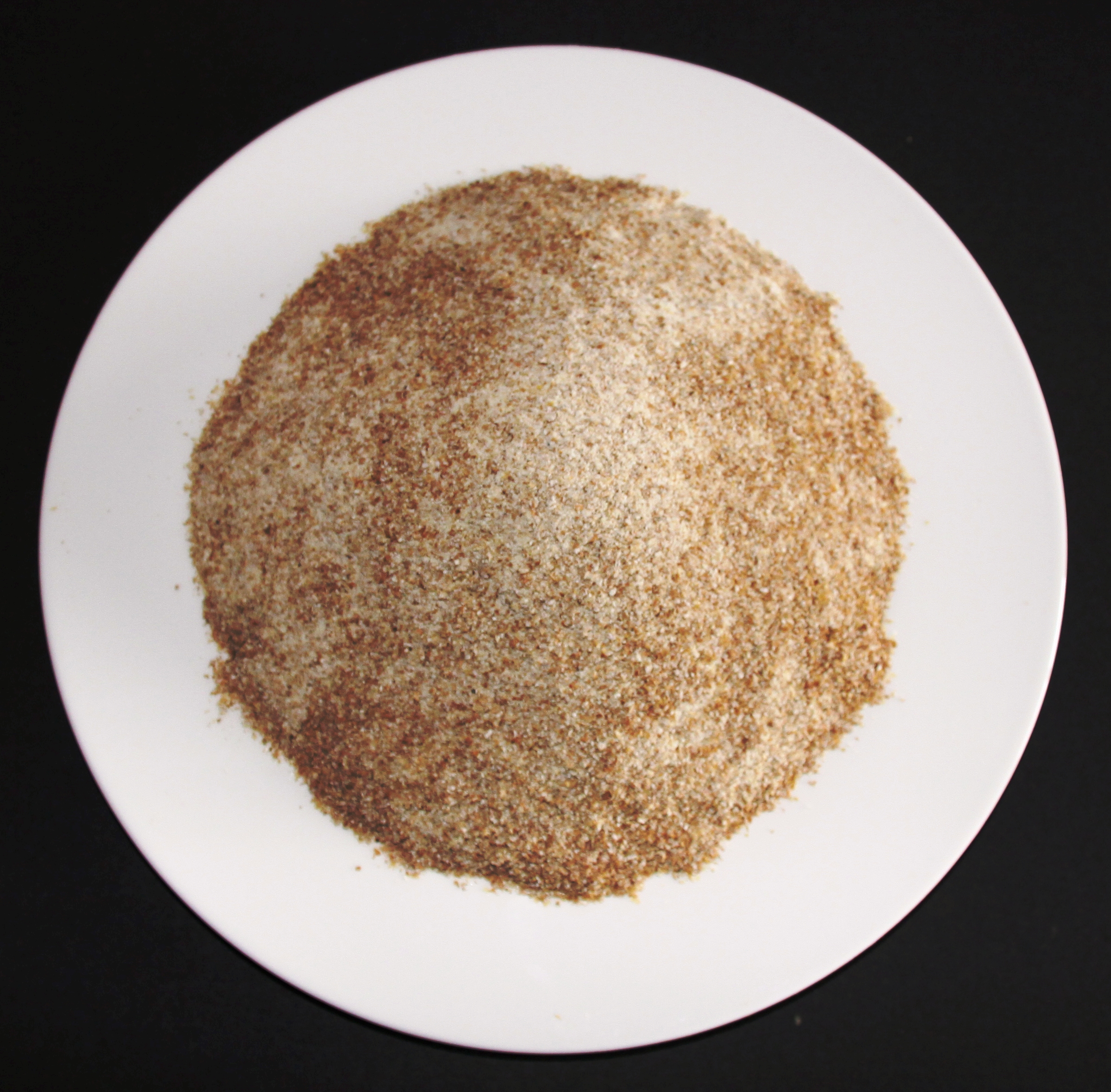
Musmehl

Musmehl (zu „Mus“ und von mittelhochdeutsch muosmel „Weizenmehl, Feinmehl“) ist ein grießig gemahlenes braunes Vollkornmehl aus im Ofen gerösteten Körnern von Dinkel oder Weizen, gelegentlich auch Hafer oder einer Mischung dieser Getreidesorten. Es ist ein früher in Süddeutschland und Tirol weitverbreitetes Getreideprodukt, das im 20. Jahrhundert in Vergessenheit geriet und zu Beginn des 21. Jahrhunderts von der Slow-Food-Bewegung als regionaltypisches und traditionelles Gericht wiederbelebt und in die Arche des Geschmacks aufgenommen wurde. Musmehl wird noch immer von handwerklich arbeitenden kleineren Mühlenbetrieben in Baden-Württemberg hergestellt.
Das Getreide wird acht Stunden bei langsam von 150 zu 100 °C abfallender Temperatur gedarrt und anschließend geschrotet. Durch das Darren wird das Getreide gebräunt und entwickelt charakteristische Röstaromen. Musmehl dient als Grundlage für verschiedene Zubereitungen als Gebäck oder als Brei. In Oberschwaben, im Allgäu und im Odenwald wurde aus Musmehl das süße Habermus oder Häbresmus gekocht, während auf der Schwäbischen Alb traditionell der herzhafte Schwarze Brei hergestellt wurde, der dort jahrhundertelang als Grundspeise der Landbevölkerung galt.
Musmehl findet daher auch in verschiedenen historischen Beschreibungen der Armenspeisung Erwähnung. So beurkundete Maria Schenk von Stauffenberg im Jahr 1616 eine Stiftung, wonach „den armen bedürftigen“ jährlich unter anderem „2 Mittelen Musmehl“ gegeben werden sollten.
Wegen der langen Haltbarkeit wurde Musmehl von Tiroler Hirten zum sommerlichen Aufenthalt auf die Alm mitgenommen.